# Резникова, Мария Сергеевна
Мария Сергеевна Резникова (род. 2 февраля 1994, Москва) — российская пловчиха, специализация — плавание вольным стилем. Экс-рекордсменка мира. Мастер спорта России международного класса. Чемпионка и призёр Европы, многократная чемпионка России в эстафетном плавании.

## Биография
Начала заниматься плаванием под руководством тренера Юрия Анатольевича Короткова, затем тренировалась у Алексея Юрьевича Котова. Выступала за ФСО «Юность Москвы».
На чемпионате Европы по плаванию на короткой воде 2013 года в Хернинге (Дания) стала чемпионкой в смешанной эстафете 4×50 м вольным стилем.
В 2013 году на этапе Кубка мира в составе российской команды (Розалия Насретдинова, Дмитрий Ермаков, Артем Лобузов) установила мировой рекорд в смешанной эстафете 4×50 м вольным стилем (1:29.53).
Многократная чемпионка и призёр чемпионатов России.
Завершила спортивную карьеру в 2015 году.

## Тренерская деятельность
После завершения карьеры Резникова тренерской деятельностью. Работает с детьми и взрослыми, обучая основам техники, помогает подготовиться к соревнованиям.